# Bataille de l'Hôpital
Campagne des Cent-Jours
Septième Coalition
Batailles
Batailles des Cents-Jours
Campagne du duc d'Angoulême
- Ajaccio
- Bonifacio
- Montélimar
- Loriol

Campagne de Belgique
- Ligny
- Quatre-Bras
- Waterloo
- Wavre

Campagne de France de 1815
- Maubeuge
- Huningue
- La Souffel
- Vélizy
- Rocquencourt
- Sèvres
- Issy

Guerre napolitaine
- Panaro
- Ferrare
- Occhiobello
- Carpi
- Casaglia
- Ronco
- Cesenatico
- Pesaro
- Scapezzano
- Tolentino
- Ancône
- Castel di Sangro
- San Germano
- Gaète

Guerre de Vendée et Chouannerie de 1815
- Les Échaubrognes
- L'Aiguillon
- Aizenay
- Sainte-Anne-d'Auray
- Cossé
- Saint-Gilles-sur-Vie
- Redon
- Les Mathes
- Muzillac
- Rocheservière
- Thouars
- Auray
- Châteauneuf-du-Faou
- Guérande
- Fort-la-Latte

La bataille de l'Hôpital, également appelée bataille de Conflans, se déroule le 28 juin 1815 à L'Hôpital, en Savoie. Elle oppose un contingent français sous les ordres du colonel Thomas Robert Bugeaud à une force austro-sarde dirigée par le général-major baron Joseph Friedrich Ghislain von Trenk. L'affrontement se solde par une victoire tactique française.

## Prélude
Lors de la période dite des Cent-Jours, Napoléon arrive à Paris le 20 mars 1815 et répartit l'ensemble de ses forces pour assurer la défense des frontières. Le maréchal Louis-Gabriel Suchet est nommé à la tête de l’armée des Alpes qui arrive à Lyon le 14 mai.
Suchet entre en campagne dès le 15 juin : la 22e division d’infanterie centrée sur Chambéry bouscule facilement les troupes piémontaises et s’empare de Montmélian, L’Hôpital (futur Albertville) et Conflans, alors chef-lieu de la Savoie piémontaise. La 23e division d’infanterie, centrée sur Annecy, prend Annemasse et pousse jusqu'à Thonon et Évian, où elle se heurte à l’avant-garde autrichienne. Entre-temps, l’armée autrichienne venant d’Italie a en effet passé les cols des Alpes, l’armée de Bubna par le Mont-Cenis, l’armée de Frimont par les Petit et Grand Saint-Bernard.
Le 23 juin, Suchet apprend la nouvelle de la défaite de Waterloo (18 juin) et le 26, il communique à ses troupes la nouvelle de l’abdication de Napoléon (le 22). Suchet fait le 27 une offre d’armistice que les Autrichiens refusent. Ces derniers se heurtent alors aux Français à Bonneville, mais surtout le lendemain 28 juin à Conflans et L’Hôpital tenus par le 14e de ligne commandé par le colonel Thomas Robert Bugeaud — futur maréchal de France —, qui avec 2 800 hommes repousse victorieusement 4 000 Austro-Piémontais, en leur causant de lourdes pertes.

## Forces en présence

### Ordre de bataille français
Éléments mixtes des 22e et 23e divisions — colonel Thomas Robert Bugeaud, commandant en chef — 2 800 hommes, 2 canons
- Brigade : général de brigade Jean Louis Éloi Bouvard (22e division) — 1 750 hommes
  - 14e régiment d'infanterie de ligne, colonel Thomas Robert Bugeaud — 2 bataillons, 1 170 hommes
  - 20e régiment d'infanterie de ligne — 1 bataillon, 480 hommes
  - 10e régiment de chasseurs à cheval — 1 escadron, 100 hommes[1]

Vers 15 h, un bataillon du 67e de ligne (570 hommes), appartenant à la 23e division, arrive en renfort depuis Ugine. De même, à 16 h, un deuxième bataillon du 20e de ligne (480 hommes) venu de Montmélian se présente sur le champ de bataille mais n'est pas engagé. L'artillerie attachée comprend deux canons de 6 livres servis par 50 hommes du 4e d'artillerie à pied et du 7e bataillon du train, mais Mané la note comme possiblement « absente ».

### Ordre de bataille austro-sarde
Forces austro-sardes appartenant au corps de réserve : général-major Joseph Friedrich Ghislain von Trenk, commandant en chef — 4 000 hommes, 4 canons
- 1re colonne : général-major comte d'Andezeno — 1 350 hommes
  - Régiment sarde Montferrat — 1 bataillon, 450 hommes
  - IR no 39 Duka (hongrois) — 1 bataillon, 900 hommes
- 2e colonne : général-major baron von Trenk — 2 650 hommes, 4 canons
  - Régiment de hussards Friederich-Wilhelm — 1 escadron, 100 hommes
  - IR de « Grenzers » no 5 Warasdiner-Creutzer — 2 compagnies, 300 hommes
  - Chasseurs sardes Comte Robert — ⅔ de bataillon, 300 hommes
  - Régiment sarde Piémont — 1 bataillon, 450 hommes
  - IR no 39 Duka (hongrois) — 1 bataillon ⅔, 1 500 hommes
  - Demi-batterie d'artillerie de 6 ou 7 livres — 4 canons, 50 hommes
  - Train d'artillerie — détachement, 50 hommes[1]

## La bataille
Bugeaud, en très large infériorité numérique, a démontré, au cours de cette bataille, une maîtrise tactique remarquable. Un cours d'eau sépare effectivement les deux armées. Bugeaud au lieu de se contenter de défendre le cours d'eau en plaçant toutes ses troupes sur la rive opposée à celle où les Autrichiens se trouvent, craint néanmoins que dans un pareil cas, les Autrichiens ne viennent le tourner par les hauteurs environnantes. Il fait ainsi en sorte de placer quelques troupes sur la rive où se situent les Autrichiens qui, au lieu de tourner la position par les hauteurs, seront donc plutôt tentés à venir combattre directement les Français. Bugeaud ordonne à ces soldats isolés de ne faire qu'un simulacre de résistance, puis de se retirer en débandade par le pont. Les Autrichiens, se croyant vainqueurs, pourront alors être encouragés à poursuivre l'ennemi paraissant battu. Bugeaud laissera alors passer une partie seulement de troupes autrichiennes et jettera sur ces dernières toutes les troupes françaises. Pour commencer, la manœuvre fonctionne une fois. Après que les Autrichiens aient traversé le pont, les Français les chargent à la baïonnette et les mettent en déroute. Mais, plus surprenant encore, les Autrichiens traversent le pont encore plusieurs fois dans la journée, se faisant repousser à chaque fois de la même manière et subissant constamment des pertes notoires.

## Après la bataille
Bien que la victoire soit française, Bugeaud est obligé de céder le terrain à l'ennemi. Les divisions de l’armée des Alpes se replient sur Annecy et Chambéry. Suchet, ayant reçu des instructions de Davout, se retire de Savoie et fait passer ses troupes au nord du Rhône, confiant la défense au sud à des divisions de réserve. Les hostilités reprennent le 1er juillet ; ce sont les divisions de réserve qui cèdent sous la pression de l’ennemi en direction de Grenoble et aux Échelles. Le 4 juillet, Suchet apprend que son armée doit se retirer au-delà de la Loire selon une convention signée à Paris avec les Coalisés. Le 10, l’armée des Alpes est entre Montluel et Caluire.
Entre-temps, sur ordre de Napoléon, les autorités lyonnaises ont entamé des travaux pour renforcer les défenses de la ville : ceux-ci commencent le 11 mai et utilisent des ouvriers au chômage. Les vieilles fortifications de Fourvière sont relevées et remises en état ; de même, les bastions de la Croix-Rousse sont aplanis. Des redoutes sont construites sur le plateau de Montessuy, à Saint-Just et à Vaise. Des retranchements provisoires sont aménagés au pont des Brotteaux et autour des Brotteaux et de la Guillotière. 300 canons sont disponibles, mais l’argent manque pour payer les ouvriers et les fournisseurs.